# Kirkonvuori
Kirkonvuori är en kulle i Finland.   Den ligger i den ekonomiska regionen Nystadsregionen och landskapet Egentliga Finland, i den sydvästra delen av landet, 210 km väster om huvudstaden Helsingfors. Toppen på Kirkonvuori är 27 meter över havet. Kirkonvuori ligger på ön Kaurissalo.
Terrängen runt Kirkonvuori är mycket platt. Havet är nära Kirkonvuori norrut. Runt Kirkonvuori är det mycket glesbefolkat, med 7 invånare per kvadratkilometer. Närmaste större samhälle är Nystad, 17,9 km norr om Kirkonvuori. I omgivningarna runt Kirkonvuori växer i huvudsak barrskog.